# Олександріявугілля
ДХК «Олександріявугілля» — державна холдингова компанія, що знаходилась в Олександрії, і включала великий комплекс підприємств буровугільної галузі.

## Загальний опис
Видобувала і переробляла вугілля Дніпровського вугільного басейну. Як виробниче об'єднання утворена в 1976, протягом свого існування неодноразово змінювала назву. В період максимального розвитку компанія включала 3 шахти, 7 розрізів, 2 брикетні фабрики, 2 теплоелектроцентралі, рудоремонтний завод, ремонтно-механічні цехи та інші підрозділи.
Адреса колишнього офісу: 28000, пр. Леніна, 77, м. Олександрія, Кіровоградська область.

## Особливості видобутку вугілля
Пласти відрізняються невеликою глибиною залягання (15-200 м), великою обводненістю, вмісні породи нестійкі, потужність пластів 2-10 м. Видобуток вугілля на шахтах здійснювався на глиб. бл. 100 м, на розрізах — до 90 м.
Шахтні поля були розкриті вертикальними і похилими стовбурами; застосовувалася стовпова система розробки.
Очисна виїмка велася механізованими комплексами.
Розрізи забезпечені транспортно-відвальними мостами з екскаваторами безперервної дії. Використовуються одноковшові і багатоковшові екскаватори, роторні комплекси. Транспортні засоби: тепловози, електровози, автосамоскиди, конвеєри.

## Історія
В Олександрії, яку називають містом вугільників, буровугільна промисловість більше як півстоліття займала домінантне положення у структурі промислового виробництва. Перша спроба промислового видобутку вугілля була здійснена на початку XX століття і закінчилась невдачею. Розвиток буровугільного комплексу розпочався за радянської влади.
На підприємствах буровугільного комплексу працювало близько 15 тис. чол. Розквіт припав на кінець 1980-тих рр. початок 1990-тих. Тоді вугілля видобувалось на семи розрізах і трьох шахтах. На унікальному заводі гірського воску з бурого вугілля вироблявся озокерит.
Видобувні підприємства
Розрізи:
- Балахівський
- Бандурівський
- Ведмежоярський

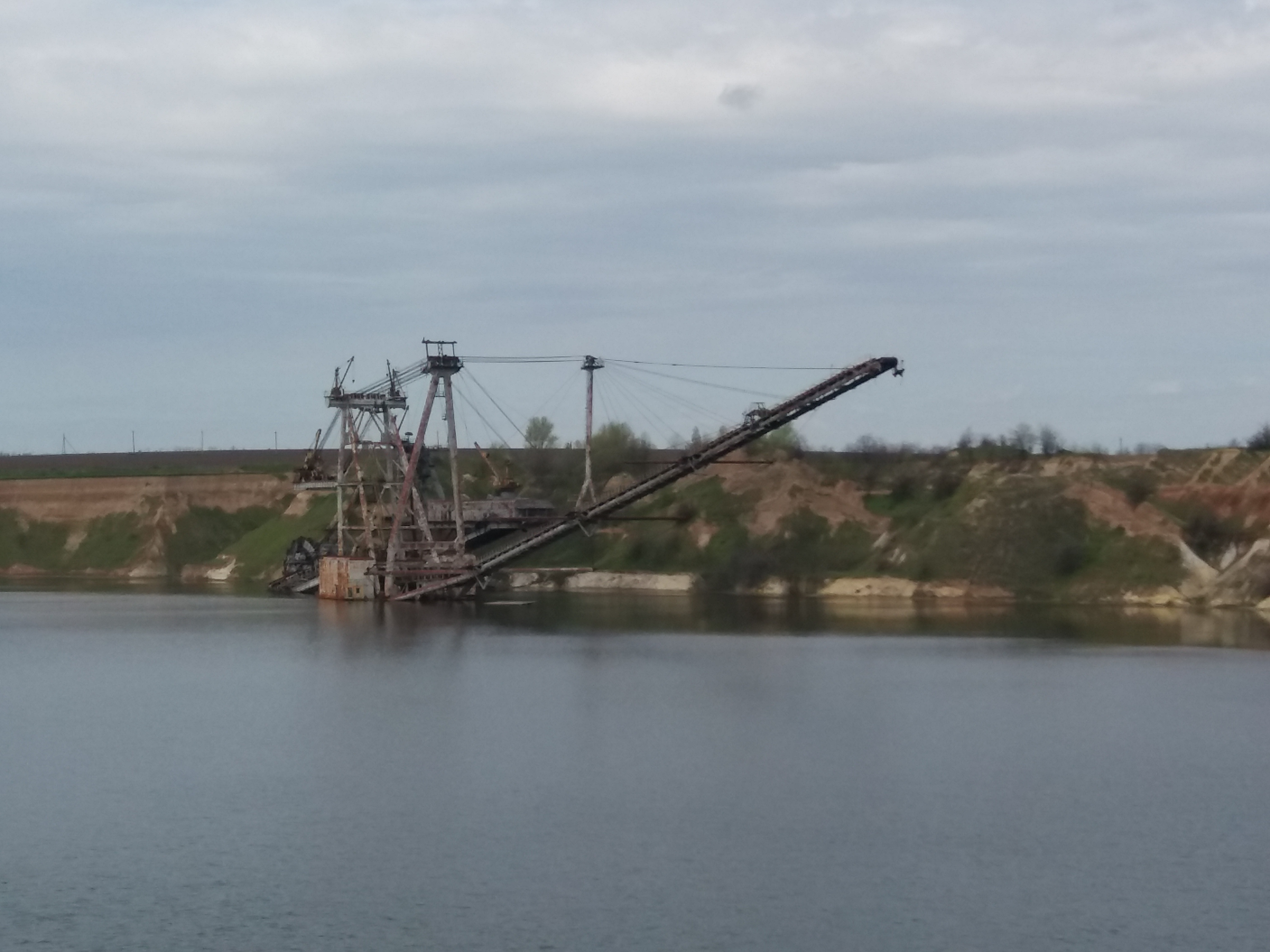
Затоплений Костянтинівський вугільний розріз (травень 2021)

- Верболозівський (Семенівсько-Головківський)
- Костянтинівський
- Морозівський
- Протопопівський

Шахти:
- Верболозівська
- Ведмежоярська
- Світлопільська

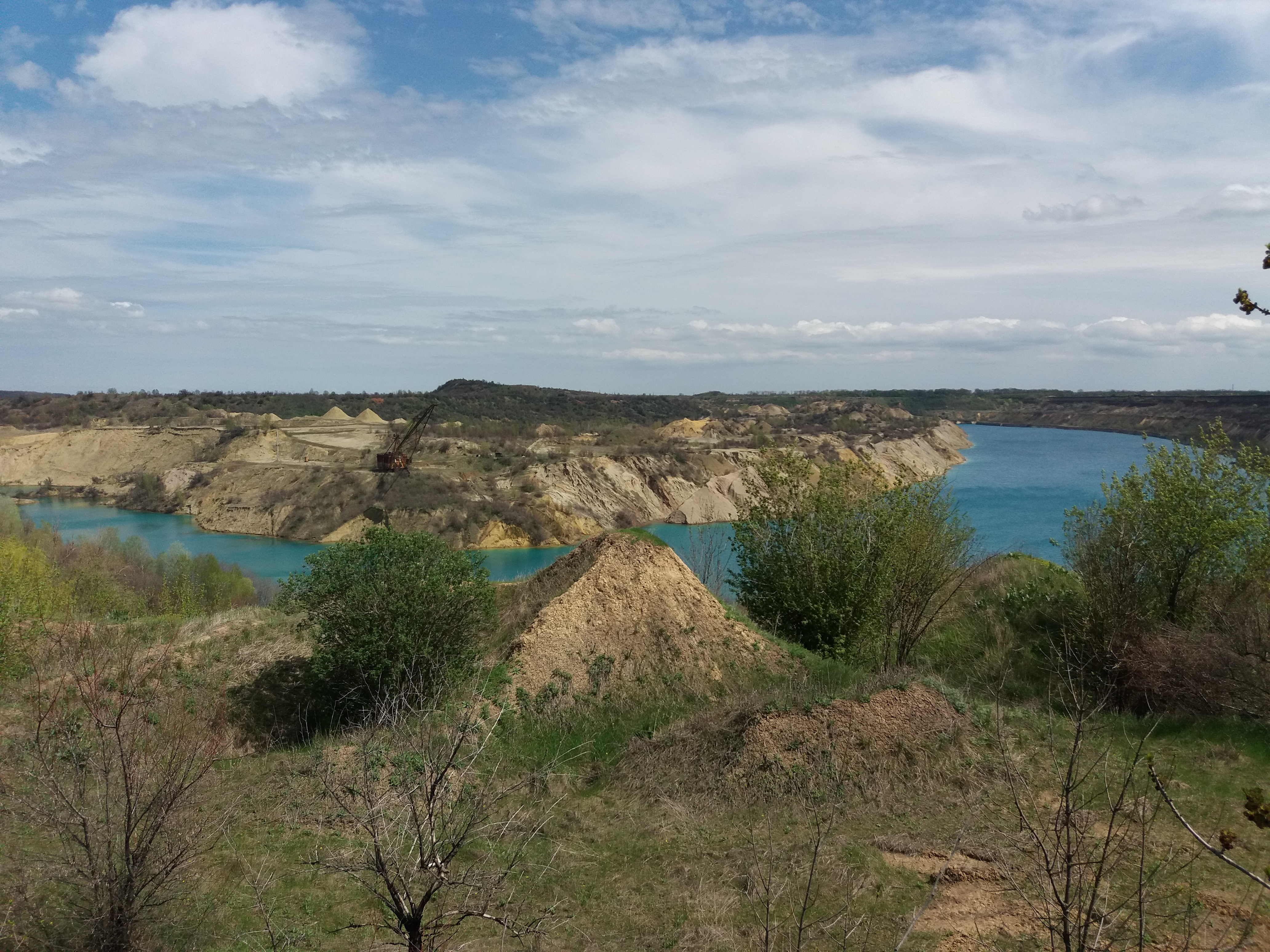
Затоплений Морозівський вугільний розріз (травень 2021)

На середину 2000-них кількість робітників скоротилась до бл. 6 тисяч. До складу колишнього ДХК «Олександріявугілля» входило 12 структурних підрозділів та 6 дочірніх підприємств. Видобуток вугілля в середньому за рік становив 900 тис. тонн і вівся лише найбільш маловитратним відкритим способом — вугільними розрізами Костянтинівський та Морозовський, розріз Протопопівський практично не працював. Так у 2003 р. видобуто 637 тис. т вугілля, в тому числі Морозівський розріз — 266 тис. т, Костянтинівський — 332 тис. т, Протопопівський — 39 тис. т.
Перероблення вугілля здійснювали брикетна фабрика «Димитрівська» та «Байдаківська», де виготовлялось буровугільних брикетів близько 130 тис. т за рік. На ТЕЦ-1-2 та на ТЕЦ-3 вироблялась теплова та електрична енергія. В складі «Олександріявугілля» працював Олександрійський рудоремонтний завод, що був оснащений унікальним металообробним обладнанням, гідравлічними пресами, ливарним виробництвом.

### Закриття
Надалі, через тяжке фінансове становище підприємства Олександріявугілля були передані в оренду ТОВ «Енерговугілля» і «Експлерент». Проте становище це не покращило. На 2009 р. практично всі підприємства припинили своє існування, а колективи звільнені, часто з грубим порушенням законодавства.
На 2015 рік буровугільний комплекс складався з кількох підприємств: ДХК «Олександріявугілля», ДП «Трест «Олександріярозрізобуд» та ДП «Бурвугілля». Борги із заробітної плати звільненим шахтарям сягають 8 мільйонів гривень.